# Caballerocotyla paucispinosa
Caballerocotyla paucispinosa är en plattmaskart. Caballerocotyla paucispinosa ingår i släktet Caballerocotyla och familjen Capsalidae. Inga underarter finns listade i Catalogue of Life.